# Fritz Woike

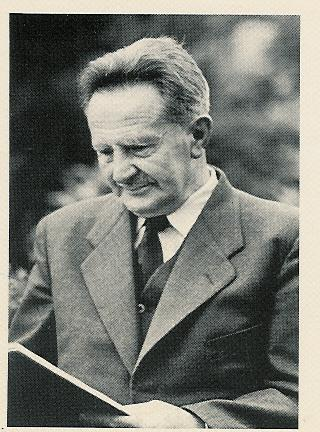
Fritz Woike (1960)

Fritz Woike (* 1890 in Breslau; † 1962 in Opladen) war ein deutscher Dichter. Schwerpunkt seines Werkes ist der vorwiegend lyrische Ausdruck religiöser Erfahrung, daneben thematisierte und reflektierte der Dichter Erlebnisse im Leben seiner großen Familie, Situationen in Arbeit und Arbeitslosigkeit und die Glücksmöglichkeiten in der Natur.

## Leben und Werk
Fritz Woike wuchs in Breslau unter großen Entbehrungen in einer kinderreichen Arbeiterfamilie auf. Er wurde zum Gärtner ausgebildet.
Bedeutsam für sein weiteres Leben wurde die Hinwendung zum christlichen Glauben (1913). Nach einer schweren Kriegsverwundung im Ersten Weltkrieg 1915 arbeitete er deshalb vorübergehend als Erzieher in der Inneren Mission, sein Familienstand ließ aber keine zusätzliche Ausbildung zu. Um für seine rasch wachsende Familie (Eheschließung 1918 mit Elsa Woike, geb. Peucker, sechs Kinder, darunter der Biologe Dr. Siegfried Woike) sorgen zu können, verließ er seine schlesische Heimat und nahm schließlich in Opladen (Rheinland) eine Stelle als Arbeiter in den dortigen Eisenbahnwerkstätten an, wo er bis zu seinem Ruhestand tätig war.  
In seiner Freizeit schrieb er für eine wachsende Leserschaft Gedichte, die sich auf die Themen Natur, Familie und vor allem den Bereich religiöser Erfahrung beziehen. In evangelisch-pietistischen Kreisen erreichte er in den folgenden Jahrzehnten eine interessierte Zuhörerschaft, die er in ausgedehnten Vortragsreisen und Rundfunkvorträgen ansprach. Fritz Woike starb 1962 an den Folgen eines häuslichen Unfalls.

## Leistungen
Literarisch trat Fritz Woike vor allem als Lyriker hervor. Sein erster Gedichtband „Lichter am Wege“ erschien 1924, ihm folgten in kurzen Abständen weitere Lyrikbände, Kalender- und Zeitschriftenbeiträge. Der dichterische Ausdruck bleibt traditionell und orientiert sich an den Formen des evangelischen Kirchenlieds. Gelegentlich verlässt er in freien Versen die Reimbindung. Seine Bilder entnimmt Woike der Alltagswirklichkeit und der tradierten Frömmigkeit. Neben dem humorvollen und leichtfüßigen Grundton der Familiengedichte trug dies zu der bis in die 60er Jahre anhaltenden Popularität der Verse Woikes bei.

## Werke
- Lichter am Wege (Wuppertal, 1924)
- Fern leuchtet ein Land... (Wuppertal 1925)
- Von Wegfahrt und Heimkehr (Wuppertal 1927)
- Die Sonne wartet Dein (Wuppertal 1928)
- Von stillen Wegen (Wuppertal 1929)
- Recke dich ins Licht empor... (Wuppertal, 1930)
- Aus einer stillen Welt (Wuppertal 1930)
- Gedenktage (Wuppertal 1931)
- Klingt ein Ruf im Sturm der Zeit (Wuppertal [1932])
- Die Heimat spricht (Wuppertal, 1933)
- Aus der Welt der kleinen Leute (Wuppertal [1934])
- Herzschlag der Zeit (Wuppertal, 1935)
- Glanz aus der Höhe (Wuppertal [1935])
- Von deiner Güte will ich singen (Wuppertal [1937])
- Wegspuren (Stuttgart, 1940)
- Fallendes Korn (Gladbeck, 1948)
- Über den Stürmen (Wuppertal, 1949)
- Wo Heimat ist (Gladbeck, 1952)
- Wo Gottes Brunnen rauschen (Stuttgart [1952])
- Aus dem Bilderbuch meines Lebens (Stuttgart [1953])
- Du bist Heimat allen Herzen (Stuttgart, 1954)
- Alle Wege führen zu dir. Sinnsprüche (Stuttgart [1956])
- Reicher Tag (Wuppertal, 1958)
- Das Gebet der Gemeinde Jesu. Das Vaterunser in Gedichtform (Stuttgart [1962])
- Was bist du, Mensch? (Gladbeck, 1976)